# Patai János (szuperintendens)
Ifj. Patai János (Pataj, 16?? – Szigetszentmiklós, 1739. május 21.) a Magyarországi Református Egyház Dunamelléki Református Egyházkerület szuperintendense (vagyis püspöke) 1731-től 1739-ig.

## Élete
Édesapja, Pathai Baracsi János (1623–1729) is református püspök volt (1691-től 1729-ig), testvére pedig Patai Sámuel lelkész volt.
1731. január 4-én Szabadszálláson választották püspökké. Püspöksége idején Szigetszentmiklóson élt.

## Műve
- Dissertatio theologica de quatuor novissimis. Francofurti ad Viadum, 1712.